# Kvon Cshanghun
Kvon Cshanghun (hangul: 권창훈, handzsa: 權昶勳, RR: Gwon Chang-hun; Szöul, 1994. június 30. –) dél-koreai válogatott labdarúgó, olimpikon, a Kimcshon Szangmu középpályása. 
Pályafutását hazájában kezdte a Szuvon (Suwon) Samsung Bluewings csapatában, amellyel kupagyőztes lett hazájában. Ezt követően a francia élvonalban szereplő Dijon labdarúgója lett, a 2017–2018-as szezon végén a Hivatásos Labdarúgók Szervezete beválasztotta az idény legjobbjai közé.
Többszörös utánpótlás-válogatott, U19-es Ázsia-bajnok és a Kelet-ázsiai labdarúgó-bajnokság győztese. A felnőtt válogatottban 2015-ben mutatkozott be, részt vett a 2016-os riói olimpián.

## Pályafutása

### Klubcsapatokban
Szöul városában született és tanulmányai befejeztével a helyi labdarúgócsapat, a Szuvon (Suwon) Samsung Bluewings akadémiájának tagja lett. 2012-ben került fel a felnőtt csapathoz, tétmérkőzésen pedig a japán Kasiva Reysol elleni Bajnokok Ligája-mérkőzésen mutatkozott be. Három nappal később a dél-koreai élvonalban is debütálhatott. Összesen kilencven bajnokin lépett pályára hazájában, tizennyolc gólt szerzett és 2015-ben, valamint 2016-ban is beválasztották a szezon legjobb csapatába.
2017 januárjában három és fél évre szóló szerződést írt alá a francia élvonalban szereplő Dijonhoz, amely másfél millió eurót fizetett érte. A 2017–2018-as szezonban 34 bajnokin 11 alkalommal talált az ellenfelek kapujába és az UNFP, azaz a Hivatásos Labdarúgók Szervezete beválasztotta az év csapatába.
2019 januárjában a német Bundesligában szereplő SC Freiburg igazolta le.

### A válogatottban
Au U19-es korosztályos-válogatottal részt vett az Egyesült Arab Emírségekben rendezett 2012-es U19-es Ázsia-bajnokságon, amelyet a dél-koreai válogatott megnyert. Öt mérkőzésen lépett pályára a tornán és egy gólt szerzett. Irán ellen, a 4-1-remegnyert negyeddöntőben volt eredményes. A következő évben tagja volt az U20-as labdarúgó-világbajnokságon szereplő csapatnak is. 
2015-ben mutatkozott be a dél-koreai felnőtt válogatottban, és részt vett a Kelet-ázsiai labdarúgó-bajnokságon, ahonnan szintén aranyéremmel térhetett haza csapattársaival. 2015. szeptember 3-án, a Laosz elleni világbajnoki selejtező-mérkőzésen megszerezte első gólját a nemzeti együttesben. 
2016-ban szerepelt a Katarban rendezett U23-as Ázsia-bajnokságon, ahol Dél-Korea a döntőben kapott ki Japántól 3–2-re. A riói olimpián az utolsó csoportmérkőzésen győztes gólt szerzett Mexikó ellen, ezzel továbbjuttatva csapatát. 
2018 májusában bekerült a válogatott világbajnokságra nevezett keretébe, azonban a francia bajnokság utolsó fordulójában megsérült, így nem tudott részt venni a tornán.

## Sikerei, díjai
Szuvon (Suwon) Samsung Bluewings
- Koreai Kupa-győztes: 2016[11]

Dél-Korea U19
- U19-es Ázsia-bajnokság győztese: 2012[12]

Dél-Korea
- Kelet-ázsiai labdarúgó-bajnokság győztese: 2015[13]

Egyéni elismerései
- Dél-koreai bajnokság, a szezon csapatának tagja: 2015, 2016